# Fabian Forte
Fabian Anthony Forte (Philadelphia, Pennsylvania, 6 februari 1943) is een voormalig tieneridool van eind jaren vijftig tot midden jaren zestig dat zijn publiek amuseerde met zijn muziek, optredens en films. Elf van zijn liedjes bereikten de Billboard Hot 100 en tot 1999 speelde hij in tientallen bioscoopfilms, televisiefilms en -series.

## Levensloop
Fabian werd in 1957 ontdekt door Bob Marcucci en Peter DeAngelis, de eigenaren van Chancellor Records. Platenproducenten stroopten in die tijd de zuidelijke wijken van Philadelphia af op zoek naar knap en jong talent. Frankie Avalon, eveneens uit Zuid-Philadelphia, tipte hen over Fabian.
Een jaar later, inmiddels bekend onder de artiestennaam Fabian, won hij zilver als de meestbelovende mannelijke vocalist van 1958. Een paar jaar later had hij al een tiental hits, acht elpees en drie gouden platen op zijn naam staan. Zijn zangcarrière kwam min of meer ten einde op zijn achttiende toen hij zijn contract met Marcucci afkocht en een overeenkomst voor zeven jaar aanging met 20th Century Fox.
Zijn eerste rol speelde hij in de weinig succesvolle film Hound-Dog Man (1959) van Don Siegel, gevolgd door films als North to Alaska (1960). Hij kreeg kritiek te verduren vanwege zijn rol van psychopathische moordenaar in de aflevering "A Lion Walks Among Us" van het tv-programma Bus Stop, omdat die aflevering uiterst gewelddadig was, hetgeen ertoe leidde dat andere partijen de aflevering weigerden uit te zenden en het programma zelfs in de Amerikaanse Senaat ter sprake kwam. In november 1965 werd hij gecontracteerd door American International Pictures en speelde hij in films als A Bullet for Pretty Boy (als Charles Arthur Floyd) uit 1970.
In 1973 pikte hij het zingen weer op, om er in 1977 tijdelijk mee te stoppen en in 1981 weer terug te keren. De populariteit uit zijn tienerjaren zou hij echter niet meer bereiken.
Fabian is drie keer getrouwd, als laatste in 1998 met de Amerikaanse schoonheidskoningin Andrea Patrick.

## Discografie

### Singles
- 1958: Be My Steady Date / Lilly Lou
- 1958: I'm a Man / Hypnotized
- 1959: Got the Feeling / Come on and Get Me
- 1959: Hound Dog Man / This Friendly World
- 1959: Tiger / Mighty Cold (To a Warm Warm Heart)
- 1959: Turn Me Loose / Stop Thief!
- 1960: Strollin' in the Springtime / I’m Gonna Sit Right Down and Write Myself a Letter
- 1960: Long Before / Kissin' and Twistin'
- 1960: King of Love / Tomorrow
- 1960: About This Thing Called Love / String Along
- 1961: Wild Party / Made You
- 1961: The Love That I'm Giving You / You're Only Young Once
- 1962: Break Down and Cry / She's Stayin' Inside with Me

### Albums
- 1959: Hold That Tiger
- 1959: The Fabulous Fabian
- 1960: Good Old Summertime
- 1960: The Hit Makers (with Frankie Avalon)
- 1960: Young and Wonderful
- 1960: Rockin' Hot

## Filmografie

### Films
- 1959: Hound-Dog Man
- 1960: Der Spätzünder
- 1960: North to Alaska
- 1961: Blond, süß und sehr naiv
- 1962: Mr. Hobbs Takes a Vacation
- 1962: Five Weeks in a Balloon
- 1962: The Longest Day
- 1965: Dear Brigitte
- 1965: Ten Little Indians
- 1966: Morgen holt euch der Teufel
- 1967: Donner-Teufel
- 1970: Sie nannten ihn Pretty Boy Floyd
- 1973: Ein Bastard schlägt zu
- 1999: Mr. Rock ’n’ Roll: The Alan Freed Story

### Series
- 1961: Bus Stop, aflevering A Lion Walks Among Us
- 1962: The Gertrude Berg Show, aflevering Peace Corps
- 1962: Heute Abend, Dick Powell!, aflevering Run Till It's Dark
- 1963: The Virginian, aflevering Say Goodbye to All That
- 1965: Daniel Boone, aflevering The First Beau
- 1965: The Virginian, aflevering Say Goodbye to All That
- 1971: FBI, aflevering Unknown Victim
- 1982: Love Boat, aflevering New York, A.C./Live It Up/All's Fair in Love and War
- 1994: Rebel Highway, aflevering Wilde Töchter